# Preston (Hertfordshire)
Pour les articles homonymes, voir Preston.
Preston est une paroisse civile et un village du Hertfordshire, en Angleterre.